# Keenania
Keenania es un género con cuatro especies de plantas con flores perteneciente a la familia de las rubiáceas. 
Es nativo de Indochina a Malasia.

## Especies
- Keenania capitata (Ridl.) Craib (1932).
- Keenania microcephala Pit. in H.Lecomte (1923).
- Keenania ophiorrhizoides Drake (1895).
- Keenania tonkinensis Drake (1895).